# Waterpunge
Waterpunge (Samolus valerandi) is een vaste, wintergroene plant, die behoort tot de sleutelbloemfamilie Primulaceae, maar ook wel tot de Theophrastaceae wordt gerekend. De soort is in Nederland plaatselijk vrij algemeen in de kuststreken en langs het IJsselmeer, ze is zeldzaam in Twente en de Achterhoek en elders zeer zeldzaam. In Vlaanderen is waterpunge vrij tot zeer zeldzaam. De plant komt van nature voor in gebieden met een gematigd of vrij warm klimaat. Het aantal chromosomen is 2n = 12 of 18.

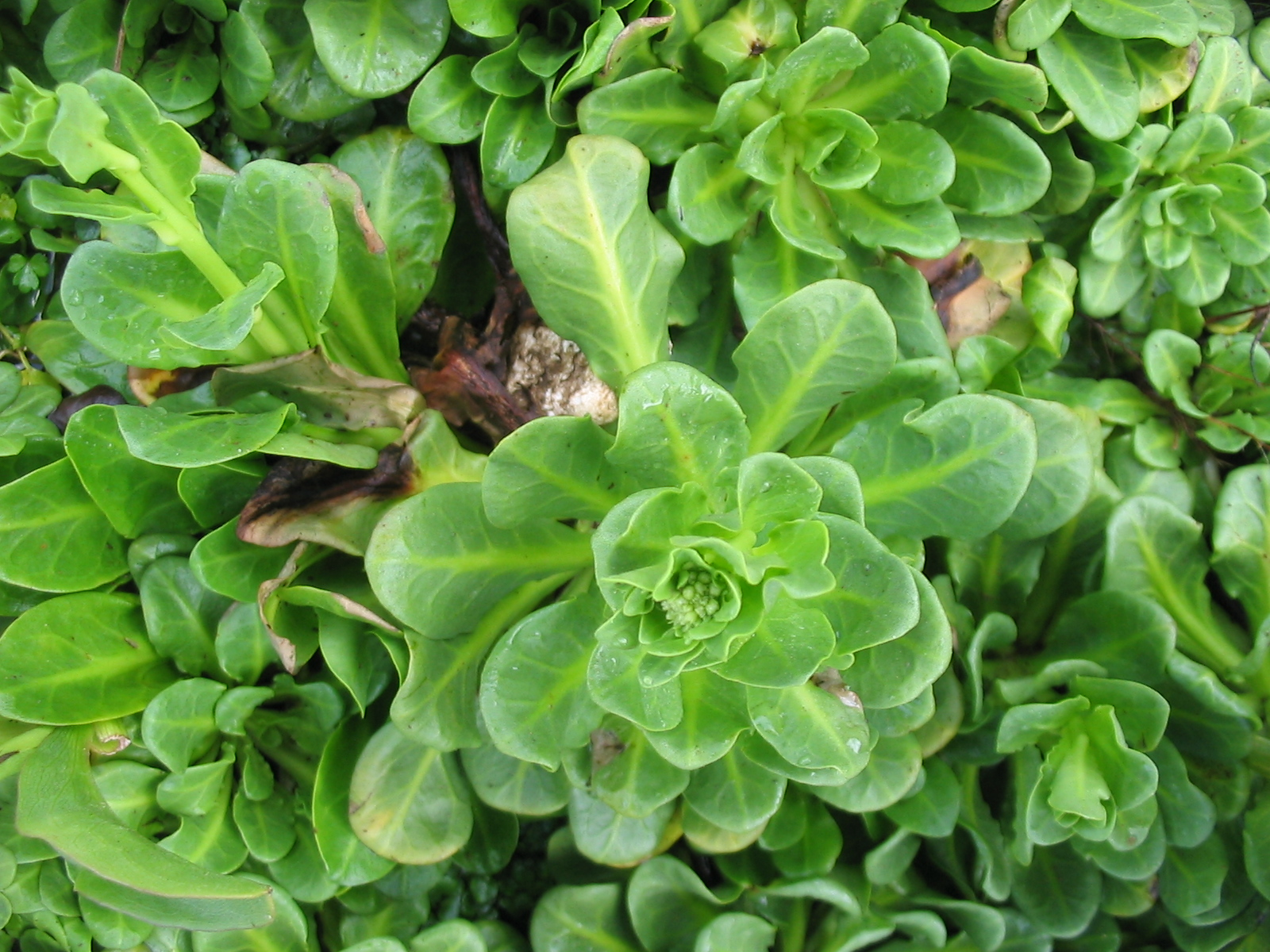
Wortelrozet

De onbehaarde plant wordt 5-50 cm hoog. De onderste, 2-6 cm lange en 0,5-2 cm brede bladeren zitten in een wortelrozet, maar ook verspreid aan de al dan niet vertakte stengel. De lichtgroene, iets vlezige bladeren zijn omgekeerd eirond.
De plant bloeit van juni tot in de herfst met witte, 2-3 mm grote bloemen, die in eindelingse trossen zitten. De geknikte, 1 cm lange bloemstelen hebben in de knik een 1 mm lang steelblaadje. De vijf kroonbladen zijn tot de helft vergroeid en de bloemkroon is ongeveer twee keer zo lang als de groene, urnvormige kelk, die vanaf halverwege in omhoogstaande slippen is gespleten.
De vrucht is een bruine, kogelvormige, 3 mm grote doosvrucht met een centrale zaaddrager, die aan de bovenkant met vijf tanden opengaat.
Waterpunge is een pionierssoort die voorkomt op natte, matig voedselrijke of brakke grond in duinvalleien, laagveenmoerassen, aan greppelranden en op drassige kapvlakten.
Zoals veel moerasplanten verdraagt waterpunge langdurige periodes van volledige onderdompeling en is als zodanig een nuttige aquariumplant, met name in kleinere koudwateraquariums en als voorgrondplant: ze blijft kleiner en lichter van kleur, groeit (na een aanpassingstijd) veel trager dan normaal en bloeit niet maar net dat zijn in een aquarium interessante eigenschappen.

## Synoniemen
De volgende namen zijn synoniemen van S. valerandi:
- Anagallis aquatica Erndl. ex Ledeb.
- A. maritima J.G.Gmel.
- Samolus americanus Spreng.
- S. aquaticus Lam.
- S. beccabunga-facies Gilib.
- S. bracteatus Stokes
- S. caulescens Willd. ex Roem & Schult.
- S. floribundus H.B.K.
- S. geniculatus Dulac
- S. parviflorus Raf.
- S. valerandi ssp. parviflorus (Raf.) Hultén
- S. valerandi var. americanus (Spreng) Gray
- S. valerandi var. floribundus (H.B.K.) Britt, Sterns & Pogg.
- S. valerandi var. succulentus O.Kuntze
- S. valerandi var. typicus R.Knuth